# Wladimiro Tulli
Wladimiro Tulli (Macerata, 4 settembre 1922 – Macerata, 28 febbraio 2003) è stato un pittore italiano,  autore di opere appartenenti al secondo futurismo e all'astrattismo.

## Biografia
Inizia l'attività di pittore intorno al 1938: viene affascinato inizialmente dal suo concittadino Ivo Pannaggi e da altri futuristi del tempo, Filippo Tommaso Marinetti su tutti, mentre dopo la guerra si avvicina all'astrattismo instaurando contatti e rapporti con i maggiori astrattisti del momento come Alberto Burri.
Nel 1953 entra a far parte del gruppo Numero di Firenze e grazie ad esso comincia a girare il mondo e ad esporre alcune sue opere in grandi musei fino a far parte attiva del gruppo Eclats di Parigi. Nel 1962, insieme ad altri artisti, è nel gruppo Levante di Macerata.
Ha realizzato affreschi, murales, plastiche murali, graffiti e decorazioni in varie città, tra cui la nativa Macerata, Bologna, San Benedetto del Tronto, Ascoli Piceno, Teramo e Rimini.
Su proposta della Presidenza del Consiglio dei Ministri è stato insignito del titolo di Commendatore Ordine al Merito della Repubblica Italiana il 27 dicembre 1996.

## Collezioni pubbliche e Musei
- Accademia di Belle Arti, Perugia
- Albertina Museum, Vienna
- Centro nazionale di studi leopardiani, Recanati
- Civica Pinacoteca, Ascoli Piceno
- Civica Raccolta del Disegno, Salò
- Comune di Caldarola
- Comune di Riolo Terme
- Comune di Ripe San Ginesio
- Ente provinciale del turismo, Ancona
- Ente provinciale del turismo, Macerata
- Folkswangmuseum, Essen
- Frederikshavn Art Museum, Frederikshavn
- Galleria d’arte moderna, Ancona
- Galleria d’arte moderna, Camerino
- Galleria d’arte moderna, Cesenatico
- Galleria d’arte moderna, Civitanova Marche
- Galleria d’arte moderna, Fabriano
- Galleria d’arte moderna, Jadrija
- Galleria d’arte moderna, Spilimbergo
- Pinacoteca, Verrucchio
- GNAM – Galleria nazionale di arte moderna, Roma
- Istituto Italiano di Cultura, Stoccolma
- KUNSTEN Museum of Modern Art, Aalborg
- Kunstmuseum, Düsseldorf
- MACC – Museo d’Arte Contemporanea, Calasetta
- Magi ‘900 – Museo delle eccellenze artistiche e storiche,  Pieve di Cento
- Cento MAMBo – Museo d’arte moderna di Bologna
- MART – Museo d’arte moderna e contemporanea di Trento e Rovereto
- Mumok – Museum Moderner Kunst Foundation Ludwig, Vienna
- Musei Vaticani, Città del Vaticano
- Museo abruzzese di arti grafiche, Castel di Ieri
- Museo Arte Moderna e Contemporanea, Varese
- Museo Civico di Gibellina, Gibellina
- Museo d’arte moderna, Capua
- Museo d’arte moderna, Senigallia
- Museo di arte contemporanea e dei pittori dell’emigrazione, Recanati
- Museo Internazionale delle Ceramiche, Faenza
- Museo Staurós di arte sacra contemporanea, San Gabriele
- Museo statale, Lindau
- Palazzo Bonaccorsi, Macerata
- Palazzo Ricci, Macerata
- Pinacoteca comunale, Belvedere Ostrense
- Pinacoteca Comunale, Cingoli
- Pinacoteca comunale, Pianella
- Pinacoteca Comunale, Pollenza
- Pinacoteca d’arte contemporanea, Prata d’Ansidonia
- Pinacoteca d’arte moderna, Avezzano
- Raccolta d’arte moderna, Cassa di Risparmio di Fabriano, Ancona
- Raccolta d’arte moderna della Cassa di Risparmio di Modena
- Saarland Museum Moderne Galerie, Saarbrücken
- Società filarmonico-drammatica, Macerata
- Staatliche Graphische Sammlung, Monaco
- SMK – Statens Museum for Kunst, Copenaghen
- Università degli Studi di Macerata
- Università degli Studi di Messina
- Università degli Studi di Pisa
- Università Politecnica delle Marche, Ancona.